# 24-Stunden-Rennen von Le Mans 1989

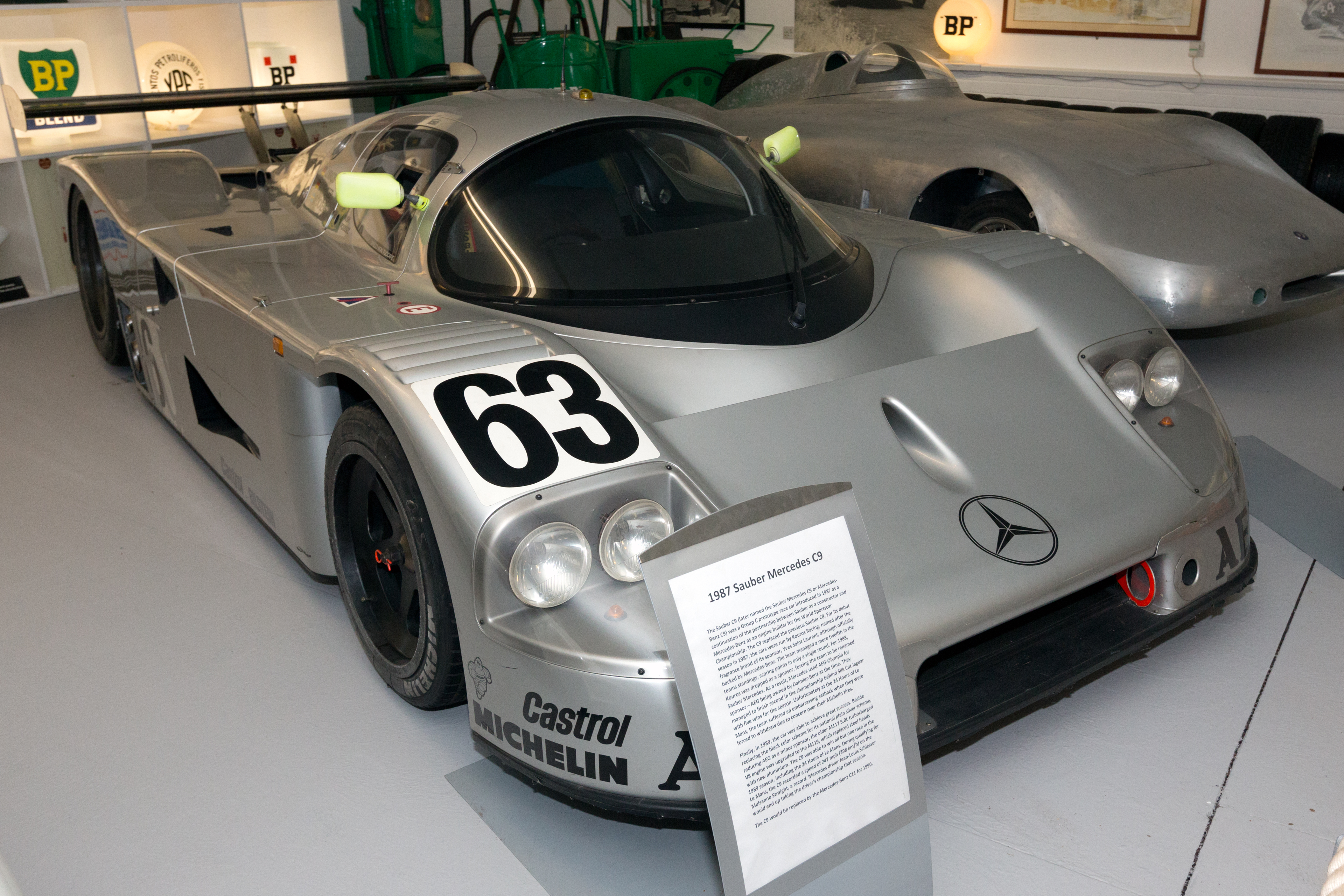
Der Sauber C9 mit der Nummer 63; Siegerwagen von Jochen Mass, Manuel Reuter und Stanley Dickens

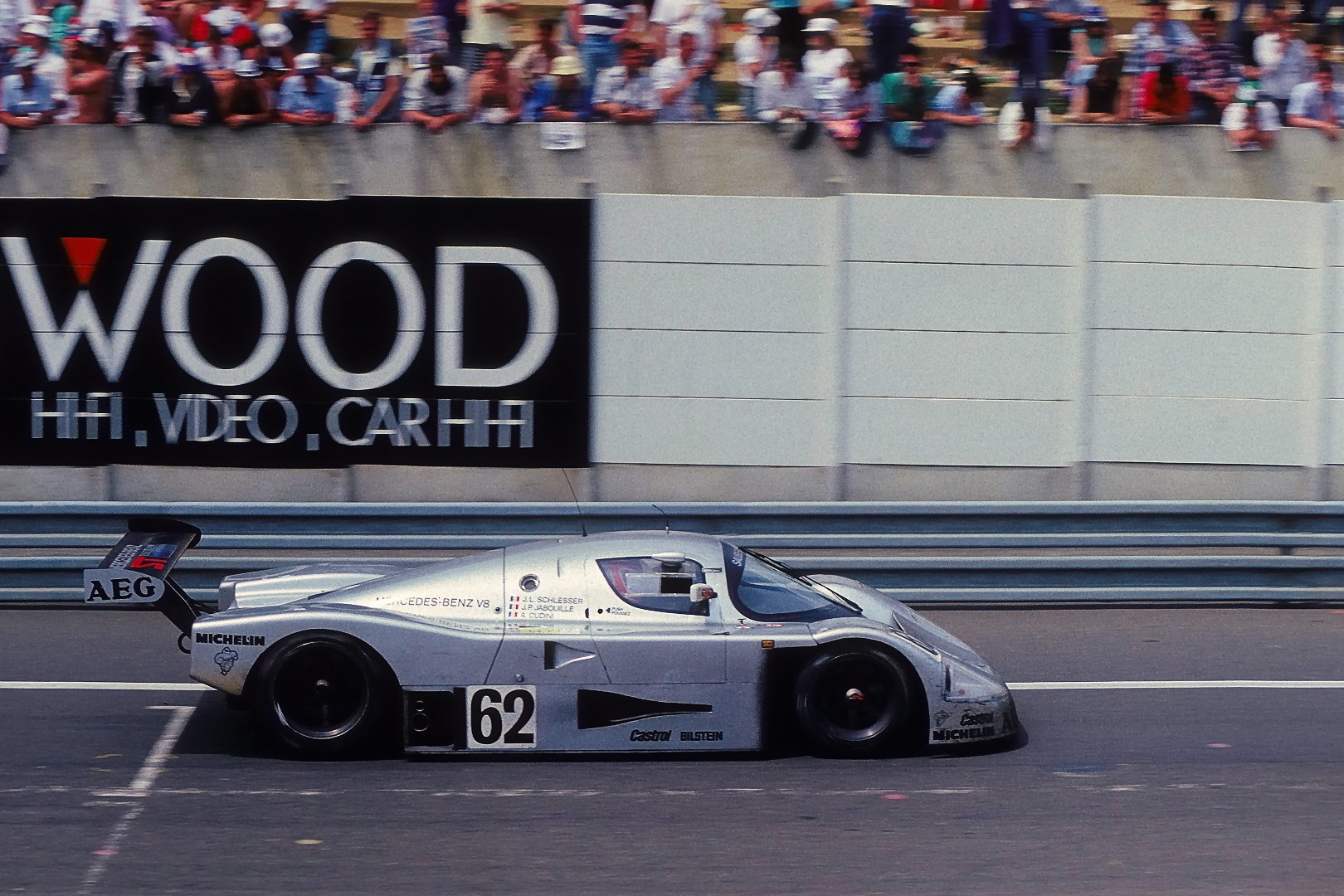
Der fünftplatzierte Sauber C9 bei der Zielankunft

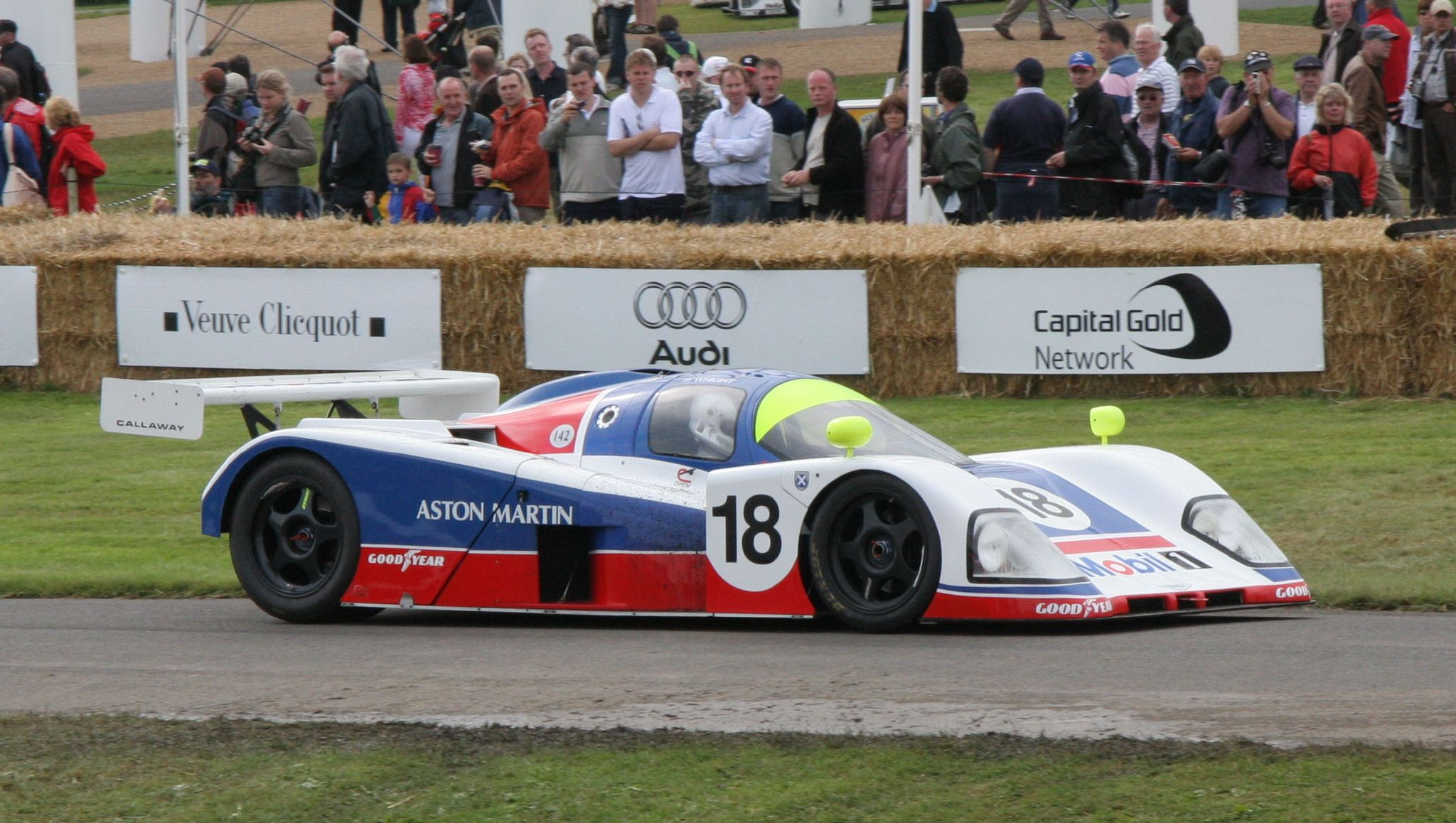
Der Aston Martin AMR1 den Brian Redman, Michael Roe und Costas Los an die elfte Stelle der Gesamtwertung fuhren

Das 57. 24-Stunden-Rennen von Le Mans, der 57e Grand Prix d’Endurance les 24 Heures du Mans, auch 24 Heures du Mans, Circuit de la Sarthe, Le Mans, fand vom 10. bis 11. Juni 1989 auf dem Circuit des 24 Heures statt.

## Das Rennen
Wie im Jahr davor kamen auch 1989 mehr als 200.000 Zuschauer am Renntag zur Rennstrecke. Wieder war es das Duell des von Tom Walkinshaw geführten Jaguar-Teams mit einer zweiten Rennmannschaft. Nachdem Porsche 1989 keine Werkswagen in Le Mans gemeldet hatte, war der große Gegner von Jaguar das Team von Peter Sauber.
Die C9 erhielten einen verbesserten Mercedes-Benz M119 5.0L Turbo-V8-Motor. Vier Ventile pro Zylinder sorgten für verbesserte Benzindurchflussmengen. Gefahren wurden die Wagen von Jochen Mass, Manuel Reuter, Stanley Dickens, Mauro Baldi, Kenny Acheson, Gianfranco Brancatelli, Jean-Louis Schlesser, Jean-Pierre Jabouille und Alain Cudini. Jaguar brachte vier Fahrzeuge nach Le Mans. Die XJR-9 bekamen die letzte Ausbaustufe des 7-Liter-V12-Motors, der ca. 750 PS leistete. Mit dem AMR1 kehrte Aston Martin nach 30 Jahren Abwesenheit werkseitig nach Le Mans zurück. Angetrieben wurden die beiden Rennwagen von einem 6-Liter-V8-Motor. Als Fahrer wurden unter anderem die Briten Brian Redman, David Leslie und Ray Mallock verpflichtet. Auf den Wagen wurde mit einem schwarzen Trauerband dem am 8. April 80-jährig verstorbenen John Wyer gedacht, der als Aston-Martin-Rennleiter 1959 Carroll Shelby und Roy Salvadori im Aston Martin DBR1/300 zum bisher einzigen Gesamtsieg der englischen Marke bei diesem 24-Stunden-Rennen geführt hatte.
Porsche verzichtete zwar auf einen Werkseinsatz, unterstützte die Privatteams von Reinhold Joest, Walter Brun und Vern Schuppan aber logistisch. Bei Joest Racing fuhren die beiden Rekordstarter Henri Pescarolo und Claude Ballot-Léna erstmals gemeinsam in einem Team.
In der Qualifikation erreichte ein C9 mit Schlesser am Steuer auf der Mulsannegeraden eine Geschwindigkeit von 389 km/h, die bis dahin zweithöchste Geschwindigkeit die hier je erzielt wurde, nach einem WM P88 von Welter Racing, der 1988 mehr als 400 km/h erreicht hatte. Zu Beginn des Rennens gab es den erwarteten Zweikampf. Allerdings nicht zwischen den Sauber- und Jaguar-Wagen, sondern wie im Vorjahr duellierte sich Jaguar mit dem Porsche 962c. Nissan verlor einen 89C schon nach fünf Runden als Julian Bailey am Ende der Mulsanne mit dem Jaguar von John Nielsen kollidierte. Für Jaguar gab es nach fünf Rennstunden den ersten Rückschlag als der führende Wagen mit Derek Daly am Steuer ausfiel. Danach führte überraschend die nächsten fünf Stunden der von Hans-Joachim Stuck und Bob Wollek gefahrene Joest-Porsche, der knapp vor Mitternacht aber viel Zeit wegen einer rutschenden Kupplung an der Box verlor. Als um 6 Uhr in der Früh der Führende Patrick Tambay im Jaguar ohne Getriebeöl zu längeren Wartung in die Box kam, lag erstmals ein Sauber an der Spitze. Am Ende siegten Mass, Reuter und Dickens mit einem Vorsprung von fünf Runden auf die Teamkollegen Baldi, Acheson und Brancatelli.
Für Mercedes war es nach 1952, als Hermann Lang und Fritz Riess im Mercedes-Benz 300 SL gewannen, der zweite Sieg in Le Mans.

## Ergebnisse

### Piloten nach Nationen
| 46 Franzosen   | 38 Briten      | 17 Japaner    | 10 Deutsche    | 10 US-Amerikaner |
| 9 Italiener    | 4 Belgier      | 4 Schweden    | 4 Schweizer    | 3 Australier     |
| 3 Iren         | 3 Österreicher | 3 Spanier     | 3 Südafrikaner | 2 Dänen          |
| 2 Niederländer | 1 Argentinier  | 1 Brasilianer | 1 Chilene      | 1 Grieche        |
| 1 Marokkaner   | 1 Norweger     |               |                |                  |

### Schlussklassement
| Pos.               | Klasse | Nr. | Team                             | Fahrer                                                  | Chassis           | Motor                               | Reifen | Runden |
| ------------------ | ------ | --- | -------------------------------- | ------------------------------------------------------- | ----------------- | ----------------------------------- | ------ | ------ |
| 1                  | C1     | 63  | Team Sauber Mercedes             | Jochen Mass Manuel Reuter Stanley Dickens               | Sauber C9         | Mercedes-Benz M119 5.0L Turbo V8    | M      | 389    |
| 2                  | C1     | 61  | Team Sauber Mercedes             | Mauro Baldi Kenny Acheson Gianfranco Brancatelli        | Sauber C9         | Mercedes-Benz M119 5.0L Turbo V8    | M      | 384    |
| 3                  | C1     | 9   | Joest Racing                     | Hans-Joachim Stuck Bob Wollek                           | Porsche 962C      | Porsche Type-935 3.0L Turbo Flat-6  | G      | 382    |
| 4                  | C1     | 1   | Silk Cut Jaguar                  | Jan Lammers Patrick Tambay Andrew Gilbert-Scott         | Jaguar XJR-9LM    | Jaguar 7.0L V12                     | D      | 380    |
| 5                  | C1     | 62  | Team Sauber Mercedes             | Jean-Louis Schlesser Jean-Pierre Jabouille Alain Cudini | Sauber C9         | Mercedes-Benz M119 5.0L Turbo V8    | M      | 378    |
| 6                  | C1     | 8   | Joest Racing                     | Henri Pescarolo Claude Ballot-Léna Jean-Louis Ricci     | Porsche 962C      | Porsche Type-935 3.0L Turbo Flat-6  | G      | 371    |
| 7                  | GTP    | 201 | Mazdaspeed Co. Ltd.              | Dave Kennedy Pierre Dieudonné Chris Hodgetts            | Mazda 767B        | Mazda 13J 2.6L 4-Wankel             | D      | 368    |
| 8                  | C1     | 4   | Silk Cut Jaguar                  | Alain Ferté Michel Ferté Eliseo Salazar                 | Jaguar XJR-9LM    | Jaguar 7.0L V12                     | D      | 368    |
| 9                  | GTP    | 202 | Mazdaspeed Co. Ltd.              | Takashi Yorino Hervé Regout Elliott Forbes-Robinson     | Mazda 767B        | Mazda 13J 2.6L 4-Wankel             | D      | 365    |
| 10                 | C1     | 16  | Brun Motorsport                  | Harald Huysman Uwe Schäfer Dominique Lacaud             | Porsche 962C      | Porsche Type-935 3.0L Turbo Flat-6  | Y      | 351    |
| 11                 | C1     | 18  | Aston Martin                     | Brian Redman Michael Roe Costas Los                     | Aston Martin AMR1 | Aston Martin Callaway RDP87 6.0L V8 | G      | 340    |
| 12                 | GTP    | 203 | Mazdaspeed Co. Ltd.              | Yōjirō Terada Marc Duez Volker Weidler                  | Mazda 767         | Mazda 13J 2.6L 4-Wankel             | D      | 339    |
| 13                 | C1     | 55  | Team Schuppan                    | Vern Schuppan Eje Elgh Gary Brabham                     | Porsche 962C      | Porsche Type-935 3.0L Turbo Flat-6  | D      | 321    |
| 14                 | C2     | 113 | Courage Compétition              | Jean-Claude Andruet Philippe Farjon Shunji Kasuya       | Cougar C20B       | Porsche Type-935 2.8L Turbo Flat-6  | G      | 312    |
| 15                 | C1     | 20  | Team Davey                       | Tim Lee-Davey Tom Dodd-Noble Katsunori Iketani          | Porsche 962C      | Porsche Type-935 3.0L Turbo Flat-6  | D      | 308    |
| 16                 | C2     | 171 | Team Mako                        | Robbie Stirling Ross Hyett Don Shead                    | Spice SE88C       | Cosworth DFL 3.3L V8                | G      | 307    |
| 17                 | C2     | 108 | Roy Baker Racing                 | Dudley Wood Evan Clements Philippe de Henning           | Spice SE87C       | Cosworth DFL 3.3L V8                | G      | 303    |
| 18                 | C2     | 126 | France Prototeam                 | Jean Messaoudi Pierre-François Rousselot Thierry Lecerf | Argo JM19C        | Cosworth DFL 3.3L V8                | G      | 297    |
| 19                 | C2     | 104 | Graff Racing                     | Jean-Philippe Grand Rémy Pochauvin Jean-Luc Roy         | Spice SE89C       | Cosworth DFL 3.3L V8                |        | 291    |
| Ausgefallen        |        |     |                                  |                                                         |                   |                                     |        |        |
| 20                 | C1     | 14  | Richard Lloyd Racing             | Derek Bell James Weaver Tiff Needell                    | Porsche 962C GTi  | Porsche Type-935 3.0L Turbo Flat-6  | G      | 339    |
| 21                 | C1     | 10  | Porsche Kremer Racing            | Kunimitsu Takahashi Bruno Giacomelli Giovanni Lavaggi   | Porsche 962C      | Porsche Type-935 3.0L Turbo Flat-6  | Y      | 303    |
| 22                 | C1     | 25  | Nissan International Motorsport  | Geoff Brabham Chip Robinson Arie Luyendyk               | Nissan R89C       | Nissan VRH35Z 3.5L Turbo V8         | D      | 250    |
| 23                 | C2     | 101 | Chamberlain Engineering          | Fermín Velez Nick Adams Luigi Taverna                   | Spice SE88C       | Cosworth DFL 3.3L V8                | G      | 244    |
| 24                 | C1     | 17  | Repsol Brun Motorsport           | Oscar Larrauri Walter Brun Jesús Pareja                 | Porsche 962C      | Porsche Type-935 3.0L Turbo Flat-6  | Y      | 242    |
| 25                 | C1     | 21  | Spice Engineering                | Ray Bellm Gordon Spice Lyn St. James                    | Spice SE89C       | Cosworth DFZ 3.5L V8                | G      | 229    |
| 26                 | C1     | 15  | Richard Lloyd Racing             | Steven Andskär David Hobbs Damon Hill                   | Porsche 962C GTi  | Porsche Type-935 3.0L Turbo Flat-6  | G      | 228    |
| 27                 | C1     | 32  | Team LeMans Co                   | Takao Wada Akio Morimoto Anders Olofsson                | March 88S         | Nissan VG30 3.0L Turbo V6           | Y      | 221    |
| 28                 | C1     | 2   | Silk Cut Jaguar                  | John Nielsen Andy Wallace Price Cobb                    | Jaguar XJR-9LM    | Jaguar 7.0L V12                     | D      | 215    |
| 29                 | C2     | 106 | Porto Kaleo Team                 | Robin Smith Vito Veninta Stefano Sebastiani             | Tiga GC288        | Cosworth DFL 3.3L V8                | G      | 194    |
| 30                 | C1     | 34  | Equipe Alméras Fréres            | Jacques Alméras Jean-Marie Alméras Alain Iannetta       | Porsche 962C      | Porsche Type-935 3.0L Turbo Flat-6  | G      | 188    |
| 31                 | C1     | 12  | Courage Compétition              | Patrick Gonin Bernard de Dryver Bernard Santal          | Cougar C22LM      | Porsche Type-935 3.0L Turbo Flat-6  | G      | 168    |
| 32                 | C1     | 23  | Nissan International Motorsports | Masahiro Hasemi Kazuyoshi Hoshino Toshio Suzuki         | Nissan R89C       | Nissan VRH35Z 3.5L Turbo V8         | D      | 167    |
| 33                 | C1     | 19  | Aston Martin                     | David Leslie Ray Mallock David Sears                    | Aston Martin AMR1 | Aston Martin Callaway RDP87 6.0L V8 | G      | 153    |
| 34                 | C1     | 22  | Spice Engineering                | Thorkild Thyrring Wayne Taylor Tim Harvey               | Spice SE89C       | Cosworth DFZ 3.5L V8                | G      | 150    |
| 35                 | C2     | 103 | France Prototeam                 | Bernard Thuner Pierre de Thoisy Raymond Touroul         | Spice SE88C       | Cosworth DFL 3.3L V8                | G      | 133    |
| 36                 | C2     | 107 | Tiga Race Team                   | Max Cohen-Olivar John Sheldon Robin Donovan             | Tiga GC289        | Cosworth DFL 3.3L V8                | G      | 126    |
| 37                 | C1     | 7   | Joest Racing                     | Frank Jelinski Pierre-Henri Raphanel Louis Krages       | Porsche 962C      | Porsche Type-935 3.0L Turbo Flat-6  | G      | 124    |
| 38                 | C1     | 52  | WM Secateva                      | Pascal Pessiot Jean-Daniel Raulet Philippe Gache        | WM P489           | Peugeot ZNS4 3.0L Turbo V6          | M      | 110    |
| 39                 | C1     | 13  | Courage Compétition              | Pascal Fabre Jean-Louis Bousquet Jirō Yoneyama          | Cougar C22LM      | Porsche Type-935 3.0L Turbo Flat-6  | G      | 110    |
| 40                 | C2     | 102 | Chamberlain Engineering          | John Hotchkis John Hotchkis junior Richard Jones        | Spice SE86C       | Hart 418T 1.8L Turbo I4             | G      | 86     |
| 41                 | C1     | 3   | Silk Cut Jaguar                  | Davy Jones Derek Daly Jeff Kline                        | Jaguar XJR-9LM    | Jaguar 7.0L V12                     | D      | 85     |
| 42                 | C1     | 27  | Repsol Brun Motorsport           | Rudi Seher Franz Konrad Andres Vilariño                 | Porsche 962C      | Porsche Type-935 3.0L Turbo Flat-6  | Y      | 81     |
| 43                 | C1     | 5   | Brun Motorsport                  | Harald Grohs Akihiko Nakaya Sarel van der Merwe         | Porsche 962C      | Porsche Type-935 3.0L Turbo Flat-6  | Y      | 78     |
| 44                 | C2     | 177 | Automobiles Louis Descartes      | Alain Serpaggi Yves Hervalet Louis Descartes            | ALD C289          | Cosworth DFL 3.3L V8                | G      | 75     |
| 45                 | C1     | 33  | Team Schuppan                    | Will Hoy Jean Alesi Dominic Dobson                      | Porsche 962C      | Porsche Type-935 3.0L Turbo Flat-6  | D      | 69     |
| 46                 | C1     | 72  | Obermaier Racing                 | Jürgen Lässig Pierre Yver Paul Belmondo                 | Porsche 962C      | Porsche Type-935 3.0L Turbo Flat-6  | G      | 61     |
| 47                 | C1     | 37  | Toyota Team Tom’s                | Geoff Lees Johnny Dumfries John Watson                  | Toyota 89C-V      | Toyota R32V 3.2L Turbo V8           | B      | 58     |
| 48                 | C2     | 151 | Pierre-Alain Lombardi            | Pierre-Alain Lombardi Bruno Sotty Fabio Magnini         | Spice SE86C       | Cosworth DFL 3.3L V8                | G      | 58     |
| 49                 | C1     | 6   | Brun Motorsport                  | Maurizio Sandro Sala Walter Lechner Roland Ratzenberger | Porsche 962C      | Porsche Type-935 3.0L Turbo Flat-6  | Y      | 58     |
| 50                 | C1     | 36  | Toyota Team Tom’s                | Hitoshi Ogawa Paolo Barilla Ross Cheever                | Toyota 89C-V      | Toyota R32V 3.2L Turbo V8           | B      | 45     |
| 51                 | C1     | 11  | Porsche Kremer Racing            | Hideki Okada George Fouché Masanori Sekiya              | Porsche 962CK6    | Porsche Type-935 3.0L Turbo Flat-6  | Y      | 42     |
| 52                 | C2     | 105 | Porto Kaleo Team                 | Jean-Claude Justice Noël del Bello Jean-Claude Ferrarin | Tiga GC289        | Cosworth DFL 3.3L V8                | G      | 36     |
| 53                 | C1     | 38  | Toyota TeamTom's                 | Kaoru Hoshino Didier Artzet Keiichi Suzuki              | Toyota 88C        | Toyota 3S-GTM 2.1L Turbo I4         | B      | 20     |
| 54                 | C2     | 175 | ADA Engineering                  | Ian Harrower Laurence Bristow Colin Pool                | ADA 02B           | Cosworth DFL 3.3L V8                |        | 14     |
| 55                 | C1     | 24  | Nissan International Motorsports | Julian Bailey Mark Blundell Martin Donnelly             | Nissan R89C       | Nissan VRH35Z 3.5L Turbo V8         | D      | 5      |
| Nicht gestartet    |        |     |                                  |                                                         |                   |                                     |        |        |
| 56                 | C1     | 51  | WM Secateva                      | Roger Dorchy Michel Maisonneuve Philippe Gache          | WM P489           | Peugeot ZNS4 3.0L Turbo V6          | M      | 1      |
| Nicht qualifiziert |        |     |                                  |                                                         |                   |                                     |        |        |
| 57                 | C1     | 26  | Mussato Action Car               | Almo Coppelli Franco Scapini Ernst Franzmaier           | Lancia LC2        | Ferrari 308C 3.0L Turbo V8          | D      | 2      |
| 58                 | C2     | 176 | Automobiles Louis Descartes      | Thierry Serfaty Sylvain Boulay William Batmalle         | ALD 04            | BMW M80 3.5L I6                     | G      | 3      |
| 59                 | C2     | 178 | Didier Bonnet                    | Didier Bonnet Gérard Tremblay Gérard Cuynet             | ALD 05            | BMW M80 3.5L I6                     | A      | 4      |
| 60                 | C2     | 179 | Didier Bonnet                    | Jean-Luc Colin François Cardon Yves Bey-Rozet           | ALD 06            | BMW M80 3.5L I6                     | G      | 5      |

1 Ersatzwagen
2 nicht qualifiziert
3 nicht qualifiziert
4 nicht qualifiziert
5 nicht qualifiziert

### Nur in der Meldeliste
Hier finden sich Teams, Fahrer und Fahrzeuge die ursprünglich für das Rennen gemeldet waren, aber aus den unterschiedlichsten Gründen daran nicht teilnahmen.
| Pos. | Klasse | Nr. | Team               | Fahrer                                        | Chassis       | Motor                              | Reifen |
| ---- | ------ | --- | ------------------ | --------------------------------------------- | ------------- | ---------------------------------- | ------ |
| 61   | C1     |     | Noël del Bello     |                                               | Sauber C8     | Mercedes-Benz M119 5.0L Turbo V8   |        |
| 62   | C2     |     | Roy Baker Racing   | Stephen Hynes Duncan Bain Max Cohen-Olivar    | Tiga GC286    | Cosworth DFL 3.3L V8               |        |
| 63   | C1     | 17  | Jochen Dauer       | Jochen Dauer Franz Konrad                     | Porsche 962C  | Porsche Type-935 3.0L Turbo Flat-6 |        |
| 64   | C1     | 40  | Swiss Team Salamin | Antoine Salamin Max Cohen-Olivar              | Porsche 962C  | Porsche Type-935 3.0L Turbo Flat-6 |        |
| 65   | C2     | 111 | PC Automotive      | Richard Piper Olindo Iaccobelli Alain Ianetta | Spice SE88C   | Cosworth DFL 3.3L V8               |        |
| 66   | C1     |     | Silk Cut Jaguar    |                                               | Jaguar XJR-10 |                                    |        |

### Klassensieger
| Klasse    | Fahrer              | Fahrer           | Fahrer          | Fahrzeug    | Platzierung im Gesamtklassement |
| --------- | ------------------- | ---------------- | --------------- | ----------- | ------------------------------- |
| Gruppe C1 | Jochen Mass         | Manuel Reuter    | Stanley Dickens | Sauber C9   | Gesamtsieg                      |
| Gruppe C2 | Jean-Claude Andruet | Philippe Farjon  | Shunji Kasuya   | Courage C20 | Rang 14                         |
| IMSA      | Dave Kennedy        | Pierre Dieudonné | Chris Hodgetts  | Mazda 767B  | Rang 7                          |

### Renndaten
- Gemeldet: 67
- Gestartet: 55
- Gewertet: 19
- Rennklassen: 3
- Zuschauer: 230.000
- Ehrenstarter des Rennens: Roger Bambuck, französischer Staatssekretär für Jugend und Familie
- Wetter am Rennwochenende: wolkig aber trocken
- Streckenlänge: 13,535 km
- Fahrzeit des Siegerteams: 24:00:00.000 Stunden
- Gesamtrunden des Siegerteams: 390
- Distanz des Siegerteams: 5265,115 km
- Siegerschnitt: 219,990 km/h
- Pole Position: Jean-Louis Schlesser – Sauber C9 (#62) – 3:15,040 = 249,826 km/h
- Schnellste Rennrunde: Alain Ferté – Jaguar XJR-9 LM (#4) – 3:21,093 = 242,000 km/h
- Rennserie: zählte zu keiner Rennserie